# José Ortega Torres
José Ortega Torres (* 1943 in Granada) ist ein spanischer Autor in der andalusischen Dichterszene. Er benutzt das Pseudonym Narzeo Antino.

## Einordnung
Er ist Zeitgenosse der dichterischen Bewegung „Novísimos“, folgt aber mehr traditionellen Formen (Reim, Sonett) mit markiertem Rhythmus und bedachter Wortwahl, welche an eine klassische mediterrane Tradition erinnern.

## Leben
Ortega Torres studierte Romanische Philologie an der Universität Granada von 1966 bis 1969 und schrieb im Jahre 1971 seine Dissertation „Aproximación a la poesía de Rafael Guillén: lengua, temas y estilo“ (Annäherung und die Dichtung des Rafael Guillén: Sprache, Themen und Stil), unter der Betreuung von Professor Emilio Orozco Díaz.
Im Jahre 1975 gründete er zusammen mit den Dichtern José Lupiáñez (La Línea de la Concepción) und José Gutiérrez (Granada) die Literatursammlung Silene, die seither die Werke vieler lokaler Autoren wie Juan de Loxa, José Rienda, Elena Martín Vivaldi und Carmelo Sánchez Muros herausgegeben hat.

## Preise
Narzeo Antino erhielt mehrere Preise und Auszeichnungen, darunter:
- Federico García Lorca-Preis 1979 (verliehen von der Universität Granada) für Hierofanía. ISBN 84-338-0160-0.
- Preis der Provinz León im Jahre 1994 für Domus aurea. ISBN 84-89470-15-4.
- Preis der Stadt Salamanca 199 für Centinela del aire, Algaida, ISBN 84-7647-974-3.

## Werke
- Cauce vivo. Universidad,  Granada 1971 (Secretariado de Publicaciones). (Colección Monográfica. Universidad de Granada, („Live Riverbed“) 1971), unterschrieben mit dem Pseudonym Aldo Fresno.
- Ceremonia salvaje. (Colección Monográfica del Secretariado de Publicaciones). Universidad, Granada 1973, ISBN 84-600-5836-0.
- Carmen de Aynadamar. (Esc. Gráf. Salesiana) (Colección Aldebarán, v. 13). 1974, ISBN 84-400-7236-8.
- Ritos y cenizas.[2] 1975.
- El exilio y el reino.[3]
- La diadema y el cetro: himno.[4] 1983.
- Diamante: (espacio íntimo).[5] 1987.
- Olvido es el mar. (Ntra. Sra. de las Angustias) (Colección Corimbo de poesía 4). Granada 1989, ISBN 84-404-4567-9.
- Laurel & glosa. (Mar de fondo, 6). Corona del Sur, Málaga 1997.
- Amante desafío. (Troppo mare, 4). Einleitung von Sultana Wahnón - La Zubia. Dauro, Granada 2001, ISBN 84-95763-08-7.
- Fulgor de la materia. (Silene „Minor“, 8). Silene Libros, Granada 2003, ISBN 84-95763-68-0.
- Un título para Eros. Erotismo, sensualidad y sexualidad en la literatura. Capítulo 7: Falomanía y travesura en El jardín de Venus de Samaniego.[6]